# عذم أطلسي
العذم الأطلسي (باللاتينية: Stipa atlantica) نوع نباتي يتبع جنس العذم من الفصيلة النجيلية.

## الموئل والانتشار
ينتشر في غرب المغرب العربي.